# 容扎河
52°28′34″N 21°06′56″E / 52.47611°N 21.11556°E
容扎河（波蘭語：Rządza）是波蘭的河流，位於該國中部，處於馬佐夫舍省，屬於納雷夫河的左支流，河道全長66公里，流域面積476平方公里，發源自卡武申附近。